# Szuwar turzycy pęcherzykowatej
Zespół turzycy pęcherzykowatej, szuwar turzycy pęcherzykowatej (Caricetum vesicariae) – zespół roślinności łąkowo-szuwarowej budowany głównie przez turzycę pęcherzykowatą.

## Charakterystyka
Łąka turzycowa (szuwar niski) zajmująca podmokłe siedliska lądowe – porastające brzegi zbiorników wodnych różnego typu, na okrajki torfowisk przejściowych, w zasięgu spływu biogenów ze zlewni. Tworzy torfowisko niskie. W małych zbiornikach astatycznych bywa jedynym zbiorowiskiem szuwarowym. Siedlisko żyzne (eutroficzne lub mezotroficzne), o odczynie od lekko kwaśnego do lekko zasadowego (pH 6-8) (czasem są to kwaśne siedliska humotroficzne). Podłoże organiczno-mineralne, rzadko czysto torfowe lub czysto mineralne. W szczycie sezonu wegetacyjnego woda najczęściej nie występuje na powierzchni. Wczesne, typowe stadia charakteryzuje większa wilgotność (woda do 30 cm głębokości) i obecność gatunków wodnych i szuwaru wysokiego, następne są suchsze z bujną warstwą mszystą. W sukcesji przechodzi w podmokłe łąki (klasa Molinio-Arrhenatheretea), ewentualnie w łozowiska i olsy, rzadziej w inne rodzaje torfowisk i  turzycowisk.
Występowanie
Pospolite w całej Polsce, mniej liczne w części południowej.
Charakterystyczna kombinacja gatunków
ChAss. : turzyca pęcherzykowata (Carex vesicaria).
ChCl. : żabieniec babka wodna (Alisma plantago-aquatica), ponikło błotne (Eleocharis palustris), skrzyp bagienny (Equisetum fluviatile), manna mielec (Glyceria maxima), trzcina pospolita (Phragmites australis), szczaw lancetowaty (Rumex hydrolapathum), oczeret Tabernemontana (Schoenoplectus tabernaemontani), marek szerokolistny (Sium latifolium), pałka szerokolistna (Typha latifolia).
ChAll. : turzyca błotna (Carex acutiformis), turzyca tunikowa (Carex appropinquata), turzyca Buxbauma (Carex buxbaumii), turzyca dwustronna (Carex disticha), turzyca zaostrzona (Carex acuta), turzyca sztywna (Carex elata), turzyca prosowa (Carex paniculata), turzyca nibyciborowata (Carex pseudocyperus), turzyca brzegowa (Carex riparia), turzyca dzióbkowata (Carex rostrata), turzyca pęcherzykowata (Carex vesicaria), turzyca lisia (Carex vulpina), szalej jadowity (Cicuta virosa), kłoć wiechowata (Cladium mariscus), przytulia błotna (Galium palustre), kosaciec żółty (Iris pseudacorus), tojeść bukietowa (Lysimachia thyrsiflora), kropidło piszczałkowate (Oenanthe fistulosa), gorysz błotny (Peucedanum palustre), mozga trzcinowata (Phalaris arundinacea), wiechlina błotna (Poa palustris), jaskier wielki (Ranunculus lingua), tarczyca pospolita (Scutellaria galericulata).
Comp. : krwawnica pospolita (Lythrum salicaria), tojeść pospolita (Lysimachia vulgaris), knieć błotna (Caltha palustris), siedmiopalecznik błotny (Comarum palustre), Acrocladium cuspidatum.